# Spanska smeder

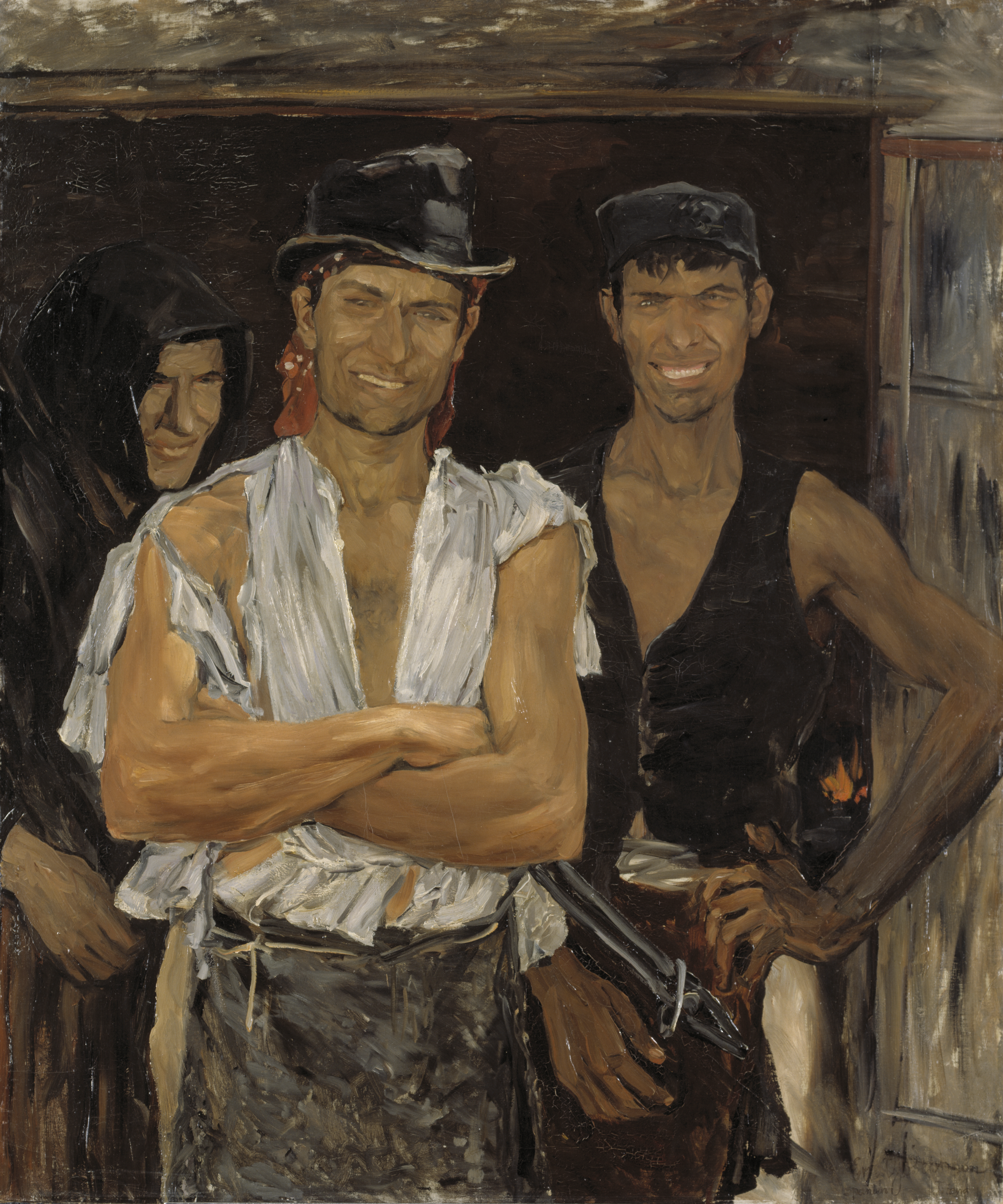
Versionen från 1881 som finns Nationalmuseum i Stockholm.

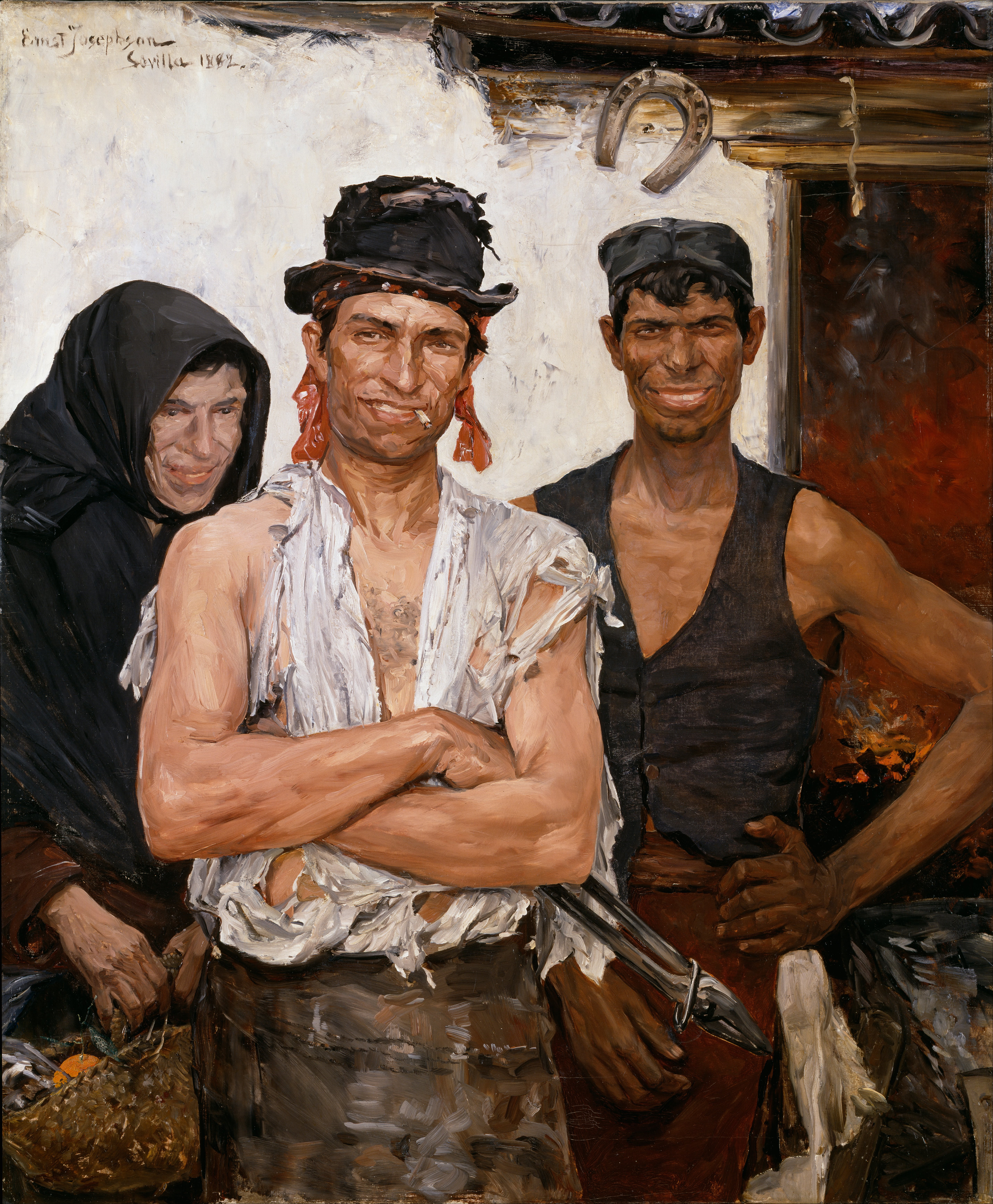
Versionen från 1882 som finns Nasjonalgalleriet i Oslo.

Spanska smeder är en målning av den svenska konstnären Ernst Josephson. Den finns i två utföranden, dels en från 1881 som ägs av Nationalmuseum i Stockholm och dels en från 1882 som ägs av Nasjonalgalleriet i Oslo. Båda är oljemålningar på duk.
Spanska smeder räknas som en höjdpunkt i Josephsons realistiska måleri innan hans sinnessjukdom. Då Spanska smeder ställdes ut första gången 1885 möttes den dock av kritik. Målningen från 1881 på Nationalmuseum är 124 cm hög och 104 cm bred. Den ett år senare versionen på Nasjonalgalleriet i Oslo är något större, 128 x 107 cm. Det som framför allt skiljer målningarna åt är att den mörka bakgrunden på den ursprungliga målningen byts ut mot ljus i versionen från 1882.
Spanska smeder tillkom i den av romer dominerade stadsdelen Triana i Sevilla. Josephson reste runt i Spanien i sällskap med målarna Anders Zorn, Hugo Birger och Christian Skredsvig 1881–1882. Målet var att se konst på museerna av de stora spanska mästarna såsom Diego Velázquez och Francisco Goya och att skildra det spanska folklivet. Konstnären har själv berättat hur smederna frågat honom om han inte kunde porträttera dem stående utanför smedjan. 